# Re-El
La Re-El (Reggiana Elettronica) è un'azienda italiana specializzata nella produzione di giocattoli e console con sede a San Martino in Rio, in provincia di Reggio Emilia. La produzione è dislocata fuori dall'Italia, mentre in Italia risiedono il centro direzionale della progettazione ed il servizio di assistenza.

## Storia
L'azienda ha iniziato la propria attività nel 1968 a opera di Gianni Melli e Adriano Braglia, inserendosi nel mercato già sviluppato dei giocattoli e delle automobili giocattolo. La sua peculiarità fu quella di lanciare sul mercato il sistema dei giocattoli telecomandati via radio.
Dalla sede originaria a Corte Tegge di Cavriago dopo la metà degli anni settanta si trasferì a Campogalliano, arrivando ad impiegare oltre 300 dipendenti. Progettava soprattutto modellini di auto. Se le versioni più economiche erano filoguidate o a molla, l'azienda fu la prima a industrializzare il sistema dei giochi radiocomandati. Sulle stesse scocche, ma a costo minore, venivano vendute auto con movimento a frizione (pubblicizzate come movimento misterioso).
Pochi mesi dopo la fondazione, Re El presentò al Salone del Giocattolo di Milano il suo primo modello radiocomandato, una Ferrari P5 berlinetta Pininfarina scala 1/10  e negli anni il catalogo si arricchì di veicoli sportivi e di lusso (quali la Maserati Indy della polizia statunitense) ma già del 1969 la produzione si era estesa anche a barche e motoscafi radiocomandate, carri armati (come il Leopard II), aerei (quali il Boeing 747) . L'uso di colorazioni, scritte, sponsor e marchi (Dunlop, Shell, Firestone eccetera.) applicati sulle scocche era ampio. Nell'aprile del 1970 la Ferrari P5 si aggiudicherà l'"Oscar del giocattolo" di Parigi.
Negli anni settanta la Re-El entrò nell'allora emergente mercato delle console elettroniche da collegare alla televisione, progettando e lanciando nel 1977 il RE.EL. 4 Giochi TV, con 4 giochi precaricati (pelota, squash, football, tennis) ed una scocca arancione, a cui seguirà, nel 1979, il Re-El Videogiochi a cassette 0400, con la possibilità di cambiare le cassette e, quindi, i giochi.

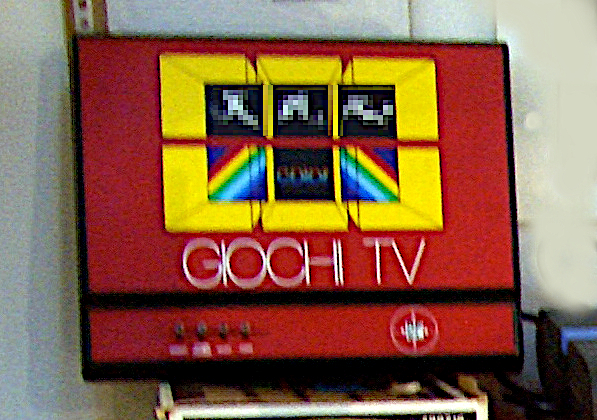
Re-El Giochi TV modello 403, a colori

Complice la concorrenza dei prodotti d'importazione, l'azienda ha successivamente cessato la produzione in Italia e modificato il proprio nome il Re.El Toys, dedicandosi anche a giocattoli diversi e droni.

## Logo
Il suo logo originale era costituito da un cerchio che conteneva la scritta REEL, successivamente sostituito con una stilizzazione della scritta Re.El Toys. Il suo motto è "l'elettronica inventa giochi".